# Danemark au Concours Eurovision de la chanson 1980
Le Danemark a participé au Concours Eurovision de la chanson 1980 le 19 avril à La Haye. C'est la 13e participation du Danemark au Concours Eurovision de la chanson.
Le pays est représenté par le groupe Bamses Venner (en) et la chanson Tænker altid på dig (en), sélectionnés par Danmarks Radio lors du Dansk Melodi Grand Prix.

## Sélection

### Dansk Melodi Grand Prix 1980
Le radiodiffuseur danois Danmarks Radio (DR) organise la 13e édition du Dansk Melodi Grand Prix pour sélectionner l'artiste et la chanson représentant le Danemark au Concours Eurovision de la chanson 1980.
Le Dansk Melodi Grand Prix 1980, présenté par Jørgen de Mylius (da), a lieu le 29 mars 1980 au théâtre Falkoner à Copenhague.

#### Finale
Douze chansons sont interprétées lors du Dansk Melodi Grand Prix 1980. Les chansons sont toutes interprétées en danois, langue officielle du Danemark.
Parmi les participants on peut noter les Brødrene Olsen, qui participeront en 2000 et remporteront l'Eurovision pour le Danemark.
| Ordre | Artiste(s)                       | Chanson                   | Points | Place |
| ----- | -------------------------------- | ------------------------- | ------ | ----- |
| 1     | Vivian Johansen                  | Jeg er fængslet af dig    | 39     | 11    |
| 2     | Tommy P.                         | Syng en sang om evig fred | 57     | 8     |
| 3     | The Lollipops                    | Nu er det morgen          | 61     | 5     |
| 4     | Susanne Breuning                 | Mozart Jensen             | 39     | 11    |
| 5     | Bamses Venner (en)               | Tænker altid på dig (en)  | 84     | 1     |
| 6     | Grethe Ingmann                   | Hej, hej, det swinger     | 69     | 3     |
| 7     | Daimi Gentle                     | Fri mig                   | 43     | 10    |
| 8     | Birthe Kjær (en) & Henning Vilén | Du och jeg                | 77     | 2     |
| 9     | Brødrene Olsen                   | Laila                     | 61     | 5     |
| 10    | McKinleys                        | Robin Hood                | 47     | 9     |
| 11    | Hans Mosters Vovse               | Swingtime igen            | 65     | 4     |
| 12    | Lecia & Lucienne                 | Bye-bye                   | 59     | 7     |

Lors de cette sélection, c'est la chanson Tænker altid på dig (en), interprétée par les Bamses Venner (en), qui fut choisie. À l'Eurovision, les Bamses Venner sont accompagnés du chef d'orchestre Allan Botschinsky (en).

## À l'Eurovision

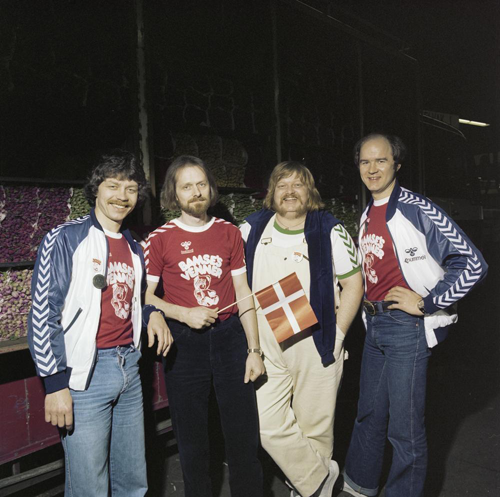
Les membres de Bamses Venner. De gauche à droite : Mogens Balle, Bjarne Gren Jensen, Flemming "Bamse" Jørgensen et Arne Østergaard le 15 avril 1980, lors des séances de photo de l'Eurovision 1980.

### Points attribués par le Danemark
| 12 points | Irlande     |
| 10 points | Royaume-Uni |
| 8 points  | Suisse      |
| 7 points  | Allemagne   |
| 6 points  | Portugal    |
| 5 points  | Autriche    |
| 4 points  | Luxembourg  |
| 3 points  | Italie      |
| 2 points  | Grèce       |
| 1 point   | France      |

### Points attribués au Danemark
| 12 points   | 10 points | 8 points | 7 points   | 6 points  |
| ----------- | --------- | -------- | ---------- | --------- |
|             |           |          | - Finlande | - Suisse  |
| 5 points    | 4 points  | 3 points | 2 points   | 1 point   |
| - Allemagne | - Grèce   |          | - Maroc    | - Norvège |

Les Bamses Venner interprètent Tænker altid på dig en 7e position lors de l'Eurovision, suivant l'Italie et précédant la Suède.
Au terme du vote final, le Danemark termine 14e sur 19 pays, ayant reçu 25 points au total,.